# Васильчук Геннадій Миколайович
Васильчук Геннадій Миколайович (нар. 8 лютого 1966, в м. Запоріжжі) — український науковець, доктор історичних наук, професор, проректор з наукової роботи Запорізького національного університету, депутат, голова постійної комісії з питань освіти, науки, культури, спорту, молоді та туризму.

## Біографія
Геннадій Васильчук народився 8 лютого 1966 року в м. Запоріжжі в родині вчителів. У 1983 р. із золотою медаллю закінчив СШ № 11 м. Запоріжжя. У цьому ж році вступив на перший курс історичного факультету Запорізького державного педагогічного інституту. З 1984-1986 - служба у лавах ЗС СРСР, молодший сержант. У 1989 р. перевівся для продовження навчання на ІV курс історичного факультету КДУ імені Т.Г. Шевченка, який закінчив у 1990 р. з відзнакою.

## Досвід роботи
1987 - працював за сумісництвом вчителем історії та географії у вечірніх школах Запоріжжя та Києва
1990-1993 - навчання в аспірантурі на кафедрі новітньої історії України історичного факультету КДУ ім. Т.Г. Шевченка. Захистив кандидатську дисертацію "Українізація вищих органів державної влади та управління УСРР /20-ті роки/"
1994 - екстерном закінчив юридичний факультет Запорізького державного університету за спеціальністю «Право» та отримав диплом юриста
1994-1996 – асистент, старший викладач кафедри історії України Українського державного педагогічного університету ім. М.П. Драгоманова
1996-2005 – доцент кафедри історії України та кафедри всесвітньої історії Запорізького національного університету (ЗНУ)
2007 – професор кафедри загально-правових дисциплін Запорізького юридичного інституту Дніпропетровського національного університету внутрішніх справ МВС України
2008 – професор кафедри джерелознавства, історіографії та спеціальних історичних дисциплін ЗНУ
2008 - захист докторської дисертації "Сучасна українська та зарубіжна історіографія соціально-політичного і духовно-культурного розвитку Української РСР в 20–30-х рр. ХХ ст."
2009 – завідувач відділу аспірантури і докторантури ЗНУ
2009 – директор Департаменту післядипломної освіти та додаткових освітніх послуг ЗНУ
2014 – проректор з наукової роботи ЗНУ
2015 - депутат Запорізької міської Ради.

## Стажування
- 2010 р. – програма «Темпус», стажування в університетах Польщі, Німеччини, Голландії та Іспанії.
- 2016 р. – навчальний візит до Нарвського коледжу Тартуського університету м. Нарва (Естонія).
- 2017 р. – навчальний візит до Університету ім. Т.Г. Масарика м. Брно (Чехія).
- 2018 р. – I Китайський глобальний експертний саміт м. Нінбо (КНР).
- 2018 р. – учасник 13-ї конференції Інститутів Конфуція м. Ченду (КНР).
- 2018 р. – інституційний проєкт в Європейському університеті Віадріна м. Франкфурт (Німеччина).
- 2018 р. – візит до штаб-квартири НАТО м. Брюссель (Бельгія).
- 2019 р. – школа з питань Голокосту (Ізраїль).
- 2019 р. – міжнародна школа з питань Голокосту м. Вільнюс (Литва)[3].

## Наукова робота
У коло наукових уподобань входять питання
історії України 1920-х–1930-х рр., 
історії та культури етносів, 
всесвітньої культури та релігій, 
історії держави і права. 
- Член спеціалізованої вченої ради із захисту докторських дисертацій у Запорізькому національному університеті, Одеському національному університеті імені І.І.Мечникова.
- Член редакційних колегій фахових наукових видань: «Zaporizhzhia Historical Review», «Музейний вісник», «Культурологічний вісник Нижньої Наддніпрянщини», «Humanities Studies».

## Нагороди
2016 - нагороджений Почесною грамотою Верховної Ради України «За заслуги перед Українським народом».
Нагороджений подяками ректора університету, Почесними грамотами Запорізької обласної адміністрації, Запорізької обласної Ради.